# Baldissero Torinese
Baldissero Torinese is een gemeente in de Italiaanse provincie Turijn (regio Piëmont) en telt 3488 inwoners (31-12-2004). De oppervlakte bedraagt 15,5 km², de bevolkingsdichtheid is 225 inwoners per km².

## Demografie
Baldissero Torinese telt ongeveer 1305 huishoudens. Het aantal inwoners steeg in de periode 1991-2001 met 12,8% volgens cijfers uit de tienjaarlijkse volkstellingen van ISTAT.
| Jaar | Inwoneraantal |
| ---- | ------------- |
| 1991 | 2876          |
| 2001 | 3244          |

## Geografie
Baldissero Torinese grenst aan de volgende gemeenten: Castiglione Torinese, Torino, San Mauro Torinese, Pavarolo, Pino Torinese, Chieri.
1. ↑  https://demo.istat.it/?l=it.